# SonSon
SonSon (ソンソン) é um jogo de arcade da Capcom lançado em julho de 1984. É vagamente baseado no romance chinês Jornada ao Oeste do escritor Wu Cheng'en.
O jogo foi transferido do arcade para o Famicon no Japão. Uma sequência, intitulada SonSon II, foi lançada para o PC Engine.

## Jogabilidade
O jogo é um jogo de plataforma 2D de rolagem lateral. A tela rola automaticamente, parando apenas para lutar contra os principais inimigos. A tela apresenta seis plataformas contínuas que ocasionalmente apresentam pequenas lacunas. Sonson e Tonton caminham automaticamente por essas plataformas. Pressionar para cima ou para baixo fará com que eles saltem para cima ou para baixo para a próxima plataforma. Pressionar para a esquerda faz com que eles se movam mais lentamente do que a tela rola, essencialmente continuando a se mover para frente, mas em um ritmo reduzido. Pressionar para a direita faz o oposto - SonSon e TonTon se moverão pelas plataformas mais rápido do que a tela rola. A dupla tem apenas um ataque - a capacidade de disparar rajadas de energia de seus cajados. Tocar um inimigo ou um projétil hostil faz com que o jogador perca uma vida. Se um jogador tiver alguma vida adicional, ele retornará à tela em uma nuvem que lhe dará invencibilidade temporária. Se o jogador pressionar a alavanca de controle em qualquer direção, a nuvem desaparecerá e o personagem voltará ao seu modo de andar normal. A nuvem eventualmente desaparecerá por conta própria se a alavanca de controle não for usada.

## Ports e lançamentos relacionados
A versão arcade está incluída nas compilações Capcom Generation 3 para PlayStation e Sega Saturn, Capcom Classics Collection para PlayStation 2 e Xbox, Capcom Classics Collection Reloaded para PlayStation Portable e Capcom Coin-Op Classics da Hanaho incluídos com o controle HotRod para o PC. Foi lançado no Wii Virtual Console no Japão em 7 de setembro de 2010, na América do Norte em 6 de dezembro de 2010 e na região PAL em 17 de dezembro de 2010. Street Fighter Alpha da Capcom apresenta uma loja chamada SonSon nas fases de Ryu e Guy. Esta mesma loja também é apresentada em fases de Super Puzzle Fighter II Turbo e Capcom vs. SNK: Millennium Fight 2000. Em Marvel vs. Capcom 2: New Age of Heroes, há uma personagem chamada SonSon, que é a neta do personagem principal com o mesmo nome. A versão arcade é notável por ser a estreia da Capcom nos Estados Unidos (sob licença da Romstar) em 1984.